# KK Nevėžis Kėdainiai

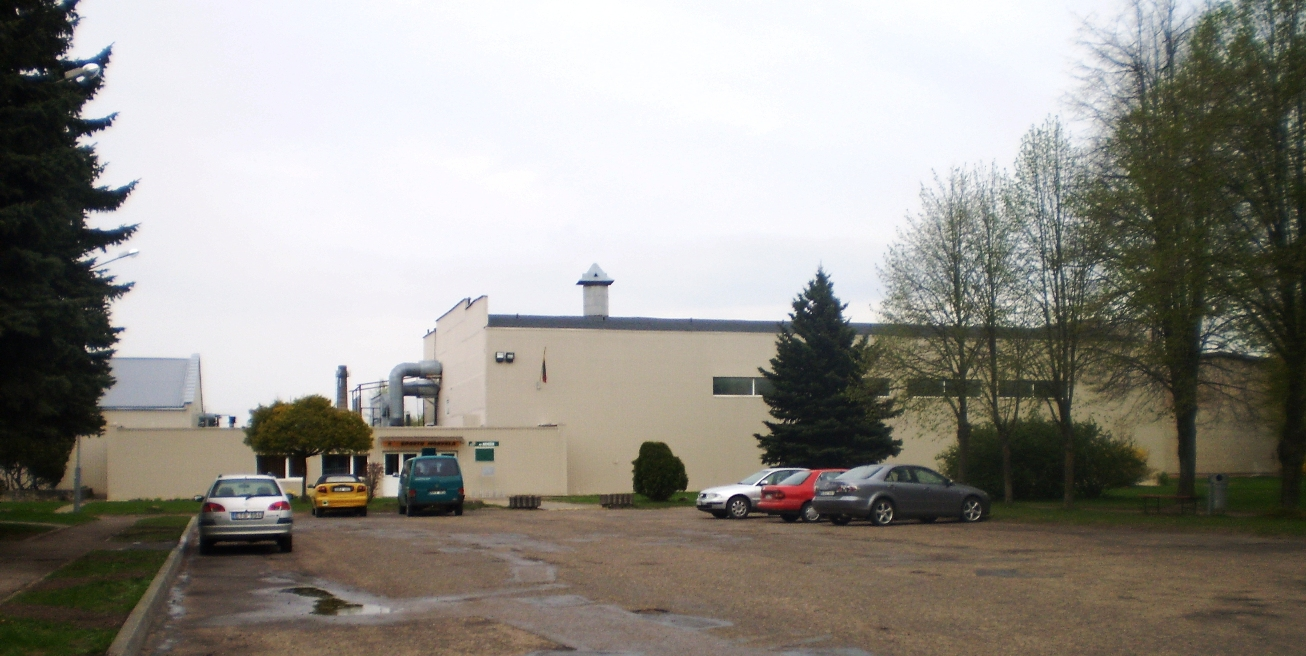
Sportschule Kėdainiai in Vilainiai

Der Krepšinio klubas Nevėžis Kėdainiai ist ein Basketballverein Litauens in Kėdainiai. Er wurde nach dem Fluss Nevėžis im Mittellitauen benannt.

## Geschichte
Basketballtrainer Stasys Mickevičius gründete 1992 den Club und leitete ihn als Vorsitzenden.
1993 wurde UAB „Notra“ zum Hauptsponsor und der Club wurde „KK Notra“, nahm an der Liga „C“. In der zweiten Saison 1994–1995 der Liga C erreichte der Club den 2. Platz und durfte somit in der Liga LKBL (der damals drittstärksten litauischen Liga) spielen. Danach erreichte der Club in der LKBL den 6. Platz 1995/1996 und den 4. Platz 1997/1998. Einige Jahre hieß der Club “Nevėžis-Rezgiai” und seit 1999 nach der Änderung von Sponsoren wieder „Nevėžis“. 1999  wurde Petras Staliorius Präsident des Clubs.
2001/2002 wurde der Club Sieger von LKAL und stieg somit in die LKL, die höchste litauische Spielklasse, auf. Seit 2002 spielt der Club in der LKL. Außerdem spielt die Mannschaft in der BBL.
Die zweite Mannschaft des Clubs „Nevėžis-2“ spielt in der Regionalliga (RKL) in Oberlitauen.

## Erfolge

### BBL
- 2005–2006, 4. Platz
- 2006–2007, ?. Platz
- 2007–2008, 1. Platz (Challenge Cup)
- 2008–2009, 10. Platz (Elite Division)

### LKL
- 2002–2003, 10. Platz
- 2003–2004, 7. Platz
- 2004–2005, 6. Platz
- 2005–2006, 4. Platz (nach der Niederlage im Halbfinale gegen Lietuvos Rytas Vilnius 2:1)
- 2007–2008, 5. Platz
- 2008–2009, 4. Platz
- 2009–2010, 12. Platz

## Ehemalige Spieler
- Jonas Mačiulis (* 1985)
- Simonas Serapinas (* 1982)
- Marius Janišius
- Darius Šilinskis (* 1984)
- Rolandas Alijevas
- Benas Veikalas (*  1983), Basketballspieler (Shooting Guard), seit 2011 bei den Telekom Baskets Bonn.